# Najeźdźcy z Marsa (film 1953)
Najeźdźcy z Marsa (org. Invaders from Mars) – amerykański film grozy, fantastycznonaukowy z 1953 roku w reż. Williama Camerona Menziesa.
W 1986 roku powstał remake filmu pod tym samym tytułem.
W 2024 roku został wprowadzony do Narodowego Rejestru Filmowego Stanów Zjednoczonych jako film „znaczący kulturowo, historycznie bądź estetycznie”.

## Fabuła
Mały David mieszka wraz z rodzicami nad brzegiem oceanu. Jest pasjonatem astronomii. Pewnej nocy, obserwując gwiazdy dostrzega dziwny, świecący obiekt lądujący za wydmą. Mówi o tym ojcu, który rano postanawia to sprawdzić. Kiedy nie wraca po dłuższym czasie, matka chłopca  zawiadamia policję. Przybyły na miejsce patrol idzie na plażę. W końcu wszyscy wracają dziwnie zmienieni. Nie podoba się to Davidowi. Idzie do miasta, gdzie zauważa coraz więcej dziwnie zachowujących się ludzi. Postanawia o wszystkim powiadomić policję, ale na komisariacie dyżurny mu nie wierzy, a „dziwny” komendant posterunku każe go zamknąć. Wezwana do malca pani psycholog zna go i wie, że chłopiec nigdy nie kłamie. Zabiera chłopca do dra Kelstona – naukowca z miejscowego obserwatorium astronomicznego. Ten, po przepytaniu chłopca, postanawia wszystko sprawdzić. Wszyscy troje udają się na plażę, gdzie przekonują się, że ludzie znikają pod ziemią, a następnie wychodzą z niej dziwnie odmienieni. Powiadamiają o wszystkim pobliską bazę wojskową, która ochrania najnowszy model rakiety kosmicznej i laboratorium naukowe. Jak się okazuje to właśnie te obiekty są głównym celem najeźdźców. Ich zniszczenie za pomocą ludzi nad których zachowaniem obcy przejęli kontrolę, min. rodziców Davida, dzięki czujności wartowników nie udaje się. Równocześnie, silna ekspedycja wojskowa dociera na plażę. Wchodzi do wnętrza ukrytego pod ziemią pojazdu obcych i po krótkiej walce z nimi wysadza go w powietrze, uwalniając porwanych dotychczas ludzi. Najazd Marsjan kończy się niepowodzeniem.

## Obsada
- Jimmy Hunt – David
- Leif Erickson – ojciec Davida
- Hillary Brooke – matka Davida
- Helena Carter – pani psycholog
- Arthur Franz – dr Kelston
- Morris Ankrum – płk. Fielding
- Max Wagner – sierż. Rinaldi